# Karolína Kokešová
Karolína Kokešová (* 22. února 1996 Brno) je česká modelka, která jako třetí Češka v historii po Taťáně Kuchařové a Tereze Fajksové vyhrála světovou soutěž krásy, a stala se tak Miss Global 2019.

## Životopis
Modelingu se začala věnovat v 19 letech. V roce 2019 se rozhodla přihlásit do soutěže Česká Miss, kde se finálový večer stala Miss Internet a získala zároveň nejvíce hlasů od veřejnosti, vítězku ovšem volila porota. Vzhledem k oblíbenosti u lidí ji tým České Miss měsíc po finále dokorunoval jako oficiální 2. vicemiss, jelikož u poroty skončila na 3. místě, a dal jí tak šanci soutěžit na mezinárodní soutěži krásy Miss Global.[zdroj?]
Soutěž se konala 18. ledna 2020 v Mexiku a zvítězila v ní nad více než 60 konkurentkami z celého světa. Stala se tak teprve třetí Češkou v historii, která vyhrála mezinárodní soutěž krásy (Taťána Kuchařová – Miss World 2006, Tereza Fajksová – Miss Earth 2012). Krajanka Klára Vavrušková získala 3. místo na světovém finále Miss Earth.[zdroj?]
Kvůli pandemii covidu-19 v roce 2020 držela korunku jako úřadující vítězka téměř 2,5 roku. Světové povinnosti miss začala řádně plnit až v roce 2021. Navštívila řadu zemí a účastnila se charitativních akcí. Objevila se na titulních stranách světových módních magazínů, jako jsou například Harper's Bazaar, L’Officiel či Her World. Žezlo následující vítězce předala 11. června 2022 na Bali.[zdroj?]
V roce 2021 byla zvolena Českou Miss Universe, a reprezentovala tak Českou republiku na největší světové soutěži krásy Miss Universe 2021 pořádané v izraelském Ejlátu.[zdroj?]
Vedle modelingu se věnuje moderování a má značku ByKokinečka, ze které vzešel obchodní artikl kosmetických taštiček.[zdroj?]